# Mirosław Kirow
Mirosław Stefanow Kirow (bułg. Мирослав Стефанов Киров ;ur. 23 maja 1991 roku) – bułgarski zapaśnik walczący w stylu wolnym. Zajął piąte miejsce na mistrzostwach świata w 2015. Wicemistrz Europy w 2021 i trzeci w 2014. Czternasty na igrzyskach europejskich w 2015 i trzynasty w 2019. Piętnasty na igrzyskach wojskowych w 2019. Siódmy w Pucharze Świata w 2013. Trzeci na MŚ juniorów w 2011 roku.
Zawodnik National Sports Academy "Vasil Levski" w Sofii.